# Obcinele Bucovinei

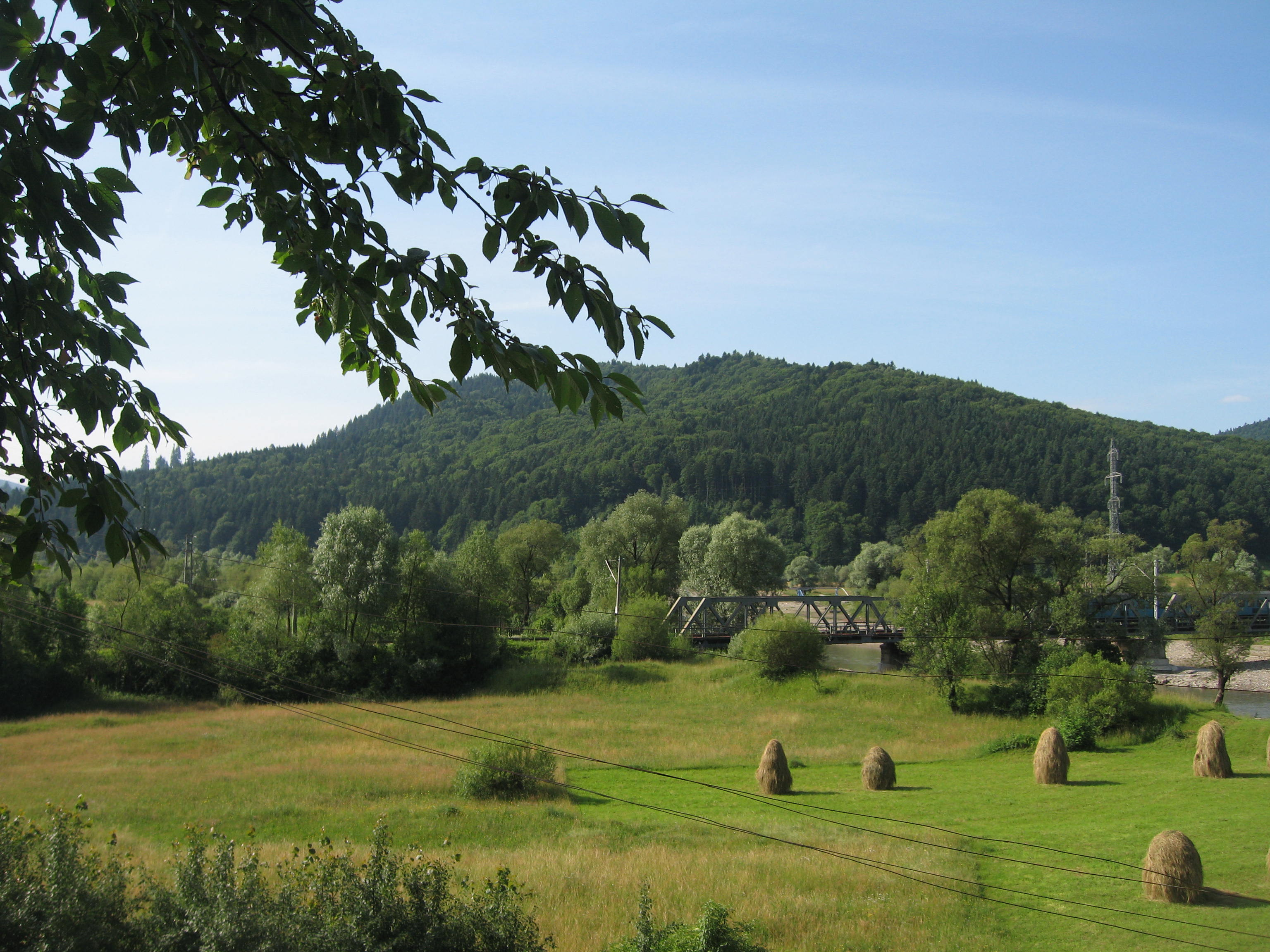
Obcina Mare, străbătută de râul Moldova.

Obcinele Bucovinei sunt o subunitate a Carpaților Orientali românești, localizată pe teritoriul județului Suceava.
Este compusă din:
- Obcina Mare - formată din depozite de fliș
- Obcina Feredeu - formată din depozite de fliș
- Obcina Mestecăniș - formată din șisturi cristaline
- Obcina Brodinei